# Los Gringos Locos
Los Gringos Locos (o también conocido como La Pareja del Terror) fue un stable/tag team de lucha libre profesional quienes estuvo conformado por Art Barr y Eddie Guerrero, anteriormente compitieron en Asistencia Asesoría y Administración (AAA).  Como Barr era un guerrero estadounidense y mexicano-estadounidense, los dos lograron atraer el calor de las multitudes mexicanas al enfatizar que eran estadounidenses. Los dos llevaban un atuendo rojo, blanco y azul, o los colores de la bandera de los Estados Unidos.

## Historia
El stable comenzó como tag team como La Pareja del Terror compuesto por Eddie Guerrero y la "Love Machine" Art Barr.
Al principio, los dos hombres no se llevaban bien entre bastidores, pero decidieron formar un equipo por razones comerciales. Guerrero, sin embargo, estaba haciendo equipo con El Hijo del Santo en ese momento. Al hermano de Guerrero, Mando, se le ocurrió la idea de que Guerrero se volviera contra Santo y se alineara con Barr como villanos. Barr y Guerrero se reunieron con el dueño de AAA, Antonio Peña, quien les dio luz verde en la historia. El dúo se conocía originalmente como American Machine y luego La Pareja del Terror, pero su nombre fue cambiado a Los Gringos Locos después de que los locutores dijeron "Esos gringos están locos" en lo que respecta al equipo. Los Gringos se peleaban principalmente con El Hijo del Santo y Octagón. 
El 5 de noviembre de 1993, Santo y Octagón los derrotaron para convertirse en los primeros Campeones Mundiales en Parejas de AAA/ICW. Barr y Guerrero, sin embargo, los derrotaron para el campeonato en julio. Mientras tanto, mientras continuaban formando equipo, Guerrero y Barr comenzaron a hacerse buenos amigos.
A medida que Los Gringos Locos se hizo más popular en México, el dueño de AAA, Antonio Peña, y la estrella estrella Konnan decidieron convertir al equipo en una alianza de varios luchadores. Entre bastidores, tanto Guerrero como Barr estaban en contra de la idea de expandir el equipo, pero aceptaron si podían opinar sobre quién podía unirse al establo. Konnan fue el primero en unirse al equipo, y por sugerencia de Guerrero y Barr, Black Cat fue el segundo. El stable continuó creciendo para incluir al Madonna's Boyfriend (Louie Spicolli), Chicano Power y El Misterioso.
El equipo continuó peleándose con El Hijo del Santo y Octagón, pero la rivalidad terminó en una Luchas de Máscaras contra Cabelleras en la primera lucha de pago por visión en América, When Worlds Collide, que perdieron. Barr convenció a Antonio Peña de que lo incluirían en el combate, que originalmente se suponía que era Guerrero contra Santo. Barr y Guerrero recibieron $7,500 por su parte en la lucha.
En los Estados Unidos, Paul Heyman, el promotor de Extreme Championship Wrestling (ECW), comenzó a negociar con Barr y Guerrero con la esperanza de llevar al equipo a su empresa. En ese momento, circularon rumores de que Heyman planeaba tener una disputa entre Barr y Guerrero con The Public Enemy. El dúo buscaba trabajar fuera de México, ya que el Peso había sido devaluado, lo que había causado una disminución dramática en su salario. Sin embargo, el 23 de noviembre de 1994, Barr murió de un ataque cardíaco relacionado con las drogas. Después de su muerte, el equipo se vio obligado a abandonar el Campeonato Mundial en Parejas de AAA así disolviéndose el equipo.

## Campeonatos y logros
- Asistencia Asesoría y Administración
  - Campeonato Mundial en Parejas de AAA (1 vez) – Barr & Guerrero

- Wrestling Observer Newsletter
  - Equipo del año (1994)
  - Feudo del año (1994) vs. El Hijo del Santo & Octagón
  - Lucha 5 estrellas (1994) vs. El Hijo del Santo & Octagón en When Worlds Collide el 6 de noviembre